# Xã Cherry Grove-Shannon, Quận Carroll, Illinois
Xã Cherry Grove-Shannon (tiếng Anh: Cherry Grove-Shannon Township) là một xã thuộc quận Carroll, tiểu bang Illinois, Hoa Kỳ. Năm 2010, dân số của xã này là 1.485 người.